# Kansas State University

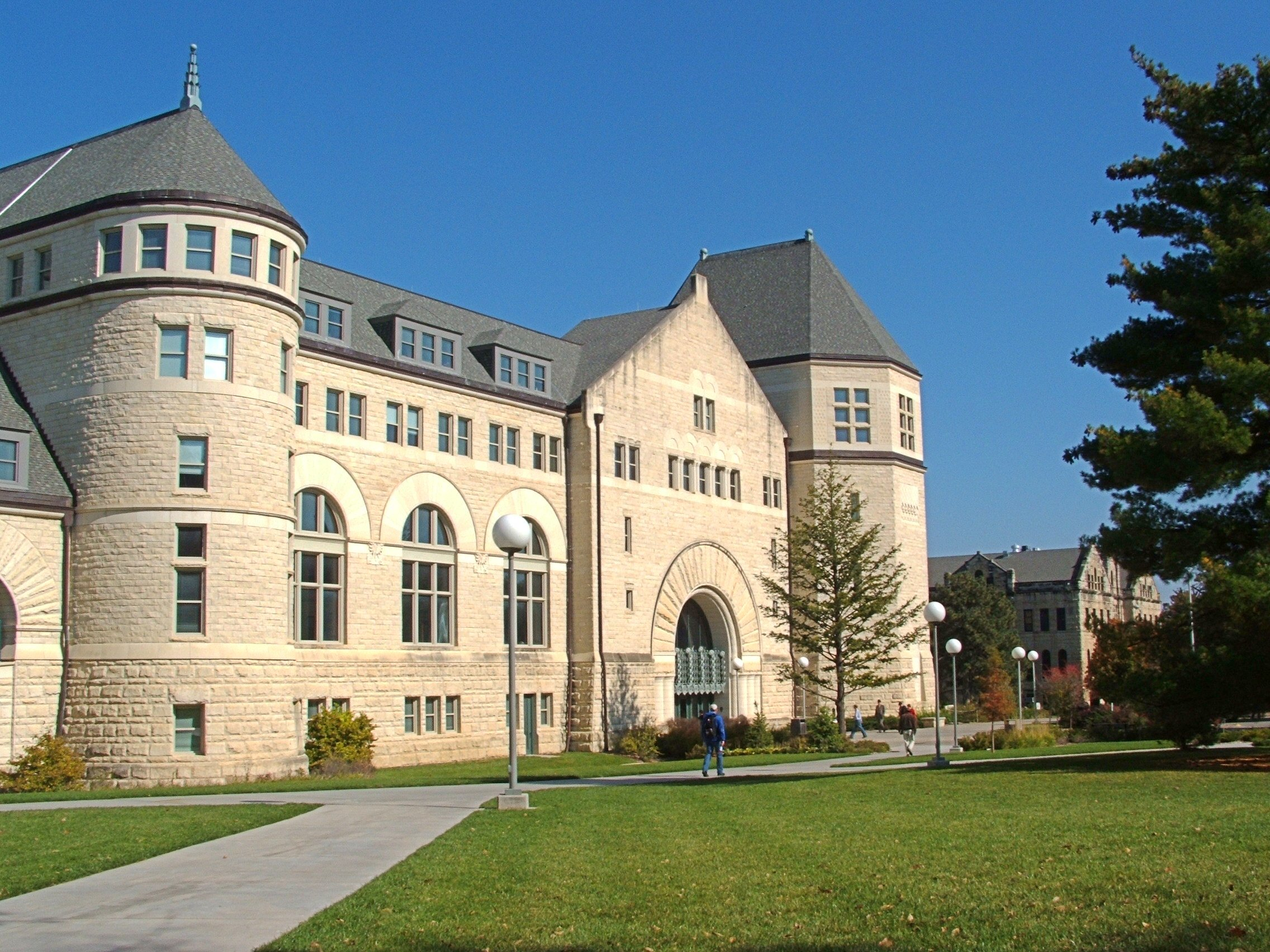
Halebiblioteket på skolans område.

Kansas State University (ofta förkortat K-State) är ett offentligt universitet i Manhattan, Kansas. Det är tillsammans med University of Kansas de två största universiteten i Kansas.
Universitetet har, förutom campuset i Manhattan, även ett campus i Salina, Kansas där College of Technology and Aviation finns. Kansas State University räknas som ett forskningsuniversitet. Framför allt agrikultur är populärt att läsa på universitetet.
Det grundades 1863, under amerikanska inbördeskriget, vilket gör universitetet till Kansas äldsta. Då det öppnade första gången var det bara det andra offentliga universitetet i USA som utbildade män och kvinnor jämlikt.
Kansas State är rankat som USA:s 153:e bästa universitet av Forbes.

## Idrott
Universitet tävlar med 14 universitetslag i olika idrotter via deras idrottsförening Kansas State Wildcats.
Deras lag i amerikansk fotboll spelar i Big 12-Conference. Laget spelar sina hemmamatcher på Bill Snyder Family Stadium och coachas för närvarande av just Bill Snyder, som har kommit in på sitt 20:e år som coach. 
Universitetet sponsrar också idrotter som basket, baseboll, golf och volleyboll, för att nämna några.

## Kända elever
Följande personer är före detta studenter på Kansas State University:
- Jerry Wexler skivproducent, invald i Rock & Roll Hall of Fame
- Emory S. Adams general i amerikanska armén
- Josh Freeman quarterback för Tampa Bay Buccaneers i NFL
- Kirstie Alley skådespelerska, tvåfaldig Emmy Award-vinnare
- Lloyd Carlton Stearman flygplansdesigner